# Colégio Etapa
Colégio ETAPA é um colégio particular com formação ampla e com destaque  na preparação para o vestibular e olimpíadas científicas. Atualmente, possui quatro unidades: três na cidade de São Paulo (duas na Vila Mariana e uma Vila Mascote) e outra na cidade de Valinhos.

## Metodologia e avaliações
O Colégio Etapa adota um regime de avaliações frequentes, com aplicação de provas semanais, prática reportada pela imprensa desde 2005.
Além disso, a escola utiliza material didático próprio produzido pelo Sistema Etapa, com versão digital disponibilizada na plataforma Etapa Digital.

## História

### Início
O Colégio ETAPA foi fundado em 1982.

### 1998
Rui Lopes Viana Filho, aluno do Colégio ETAPA, aos 16 anos, conquistou a medalha de ouro na 39ª Olimpíada Internacional de Matemática, realizada até o dia 21 de julho em Taiwan. Esta foi a primeira medalha de um aluno do colégio nesta competição e representou a sexta medalha brasileira na história do evento.

### 2022
Em 7 de julho de 2022, foi inaugurado o primeiro escritório do órgão do governo dos Estados Unidos (EducationUSA) em uma escola no estado de São Paulo. Em agosto de 2022, organizou a Feira Etapa de Universidades. O colégio também faz eventos envolvendo bolsas de estudos.

### 2023
Em janeiro de 2023, realizou evento sobre educação internacional com EducationUSA e College Board.

## Parcerias e internacionalização
Em 7 de julho de 2022, o EducationUSA inaugurou um escritório no Colégio Etapa, com atendimento gratuito e aberto ao público, o primeiro em uma escola no estado de São Paulo segundo a imprensa regional.
A instituição também promove a Feira de Universidades Internacionais, com participação de instituições estrangeiras; edições recentes foram noticiadas pela imprensa local e regional.

## Conquistas

### Nacional
Nos rankings de média de notas do ENEM, o colégio ficou em primeiro lugar em 2014, e segundo lugar do Brasil em 2015. Em 2024, o Colégio Etapa Internacional e o Colégio Etapa da Vila Mariana ficaram, respectivamente, em primeiro e segundo lugares entre as escolas da região da Vila Mariana e Moema, em São Paulo.

### Internacional
Em 2022, duas alunas do ETAPA foram aprovadas no MIT. No mesmo ano, as duas medalhas de ouro do Brasil na Olimpíada Internacional de Matemática (IMO) foram conquistadas por alunos do Colégio ETAPA,  também conquistou medalha de ouro em 2024, 2018, 2012, 2009, 2005 e 1998, totalizando 8 das 15 medalhas de ouro obtidas até hoje pelo Brasil. Se o Colégio ETAPA fosse considerado na lista de paises por contagem de medalhas da IMO, estaria na 37ª posição. Isso colocaria a instituição à frente de países como Suécia, Argentina, México, Noruega, Portugal, Nova Zelândia, Luxemburgo, Bélgica e Suíça. Considerando apenas as medalhas obtidas pelo Brasil desde a primeira medalha do ETAPA em 1998, os alunos do colégio conquistaram 8 das 10 medalhas de ouro do país nesse período.
Destacando os fatos recentes:
Em 2022, as duas medalhas de ouro do Brasil foram obtidas por estudantes do Colégio Etapa, conforme noticiado pela imprensa.
Em 2024, Felipe Makoto Shimamura Silva, aluno do Colégio Etapa, conquistou medalha de ouro na IMO.

## Estrutura
A unidade Vila Mascote passou por retrofit e ampliação em edifício originalmente projetado em 1984 pelo arquiteto Paulo Bastos. O projeto, de autoria do escritório Biselli Katchborian Arquitetos, organizou o colégio em dois blocos — o maior voltado a salas de aula e laboratórios, e o menor a funções administrativas — e aproveitou o desnível do terreno para criar dois acessos.